# 小香薷
小香薷（学名：Micromeria barosma）为唇形科姜味草属下的一个种。